# Вербас

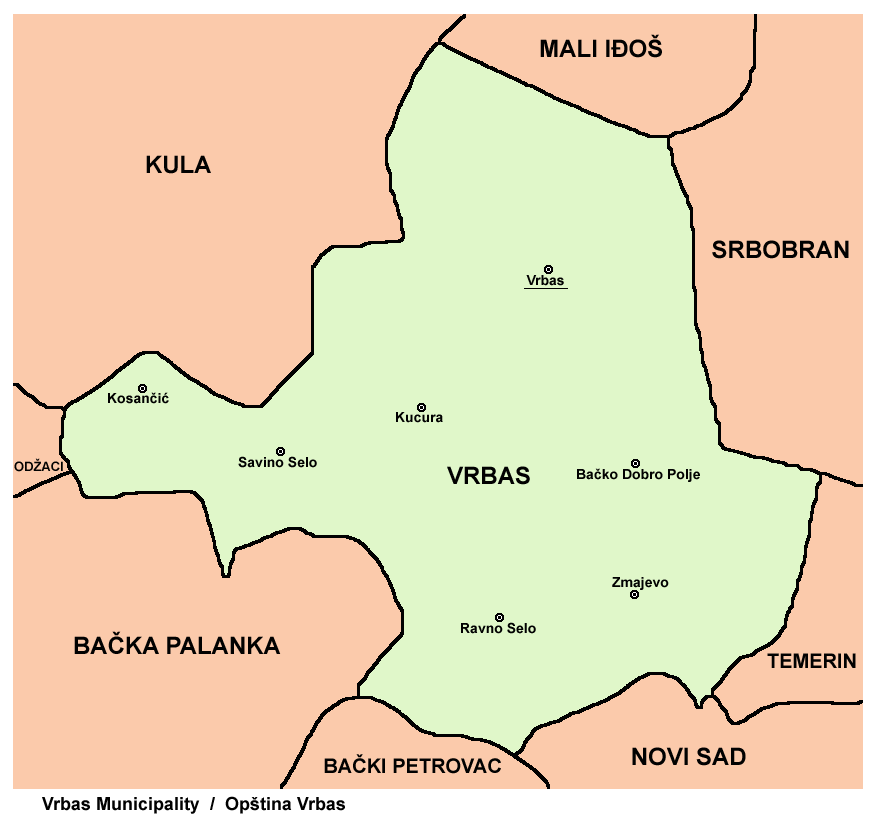

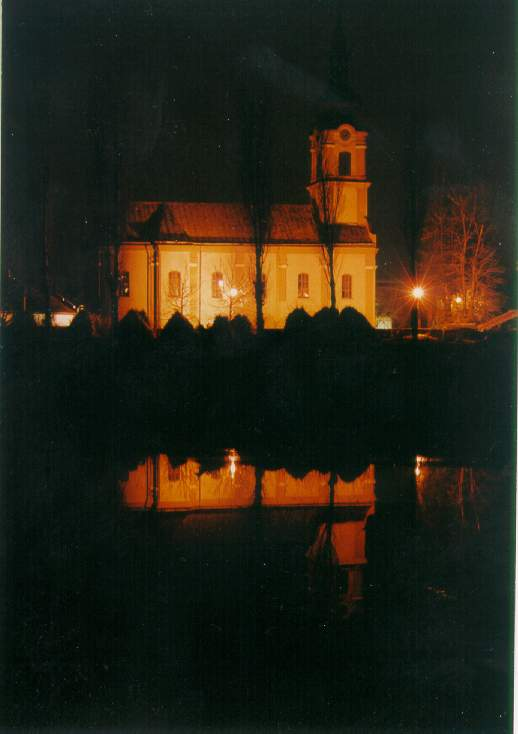
Православна церква

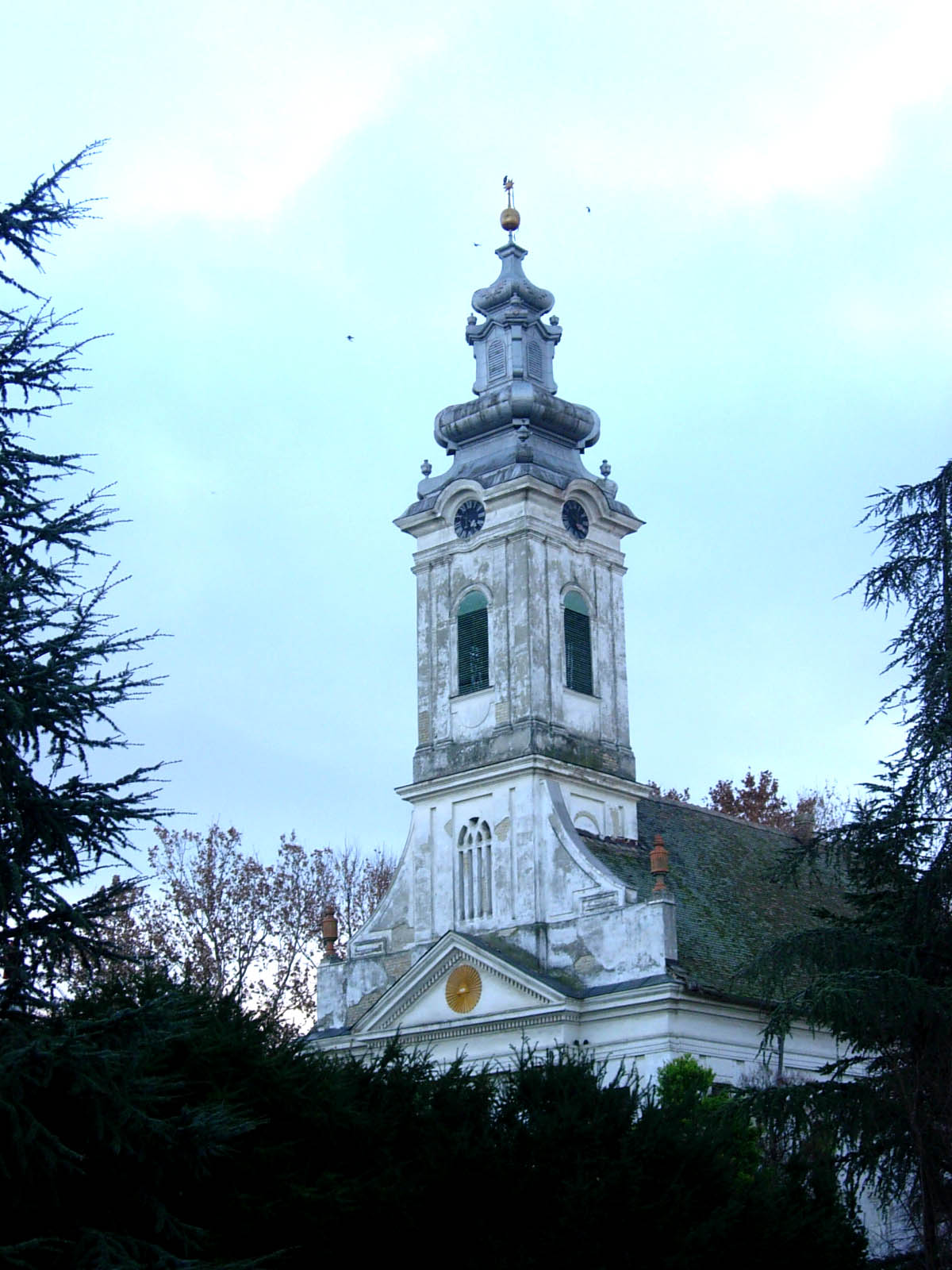
Кальвіністська церква

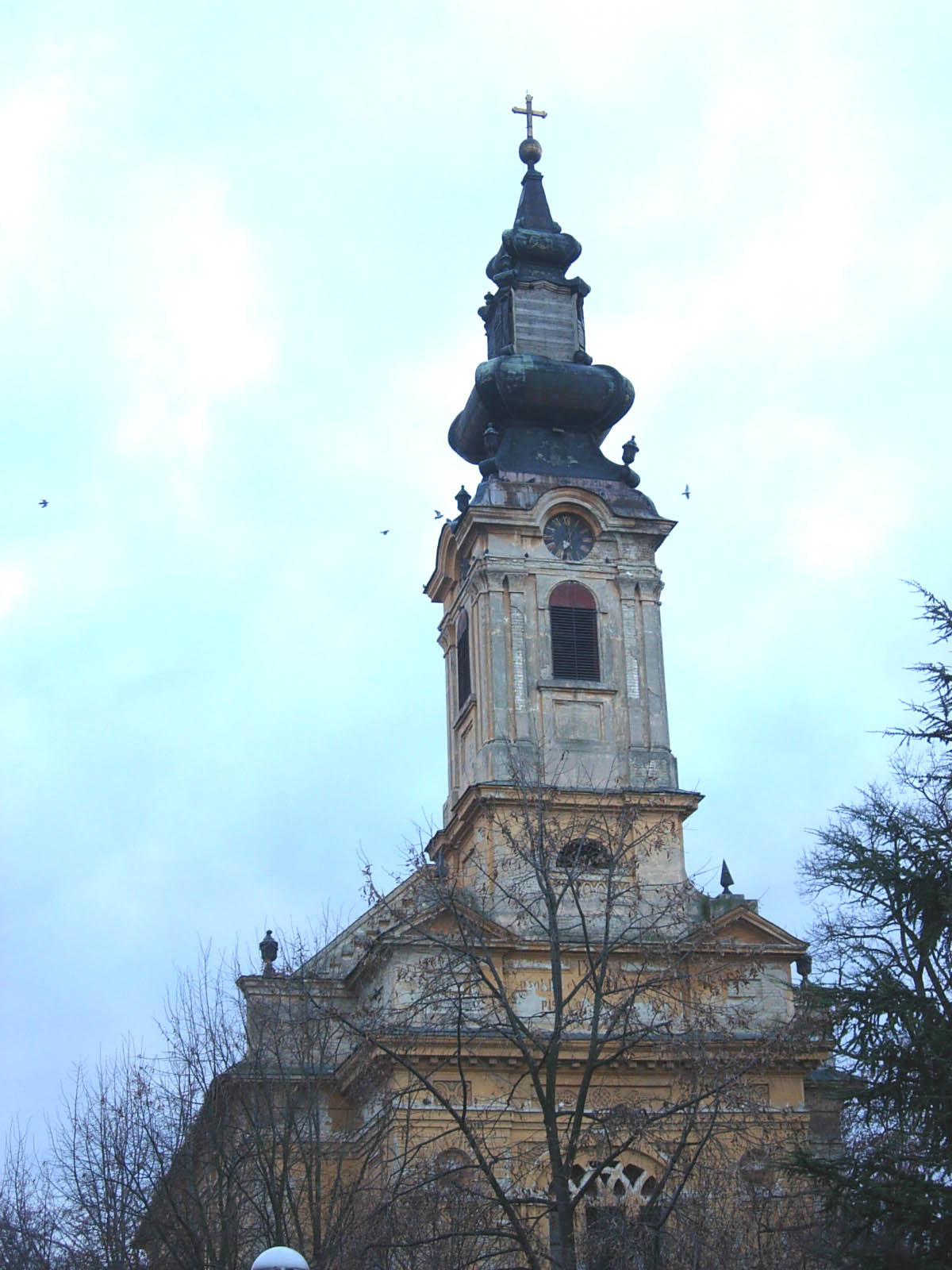
Євангелістська церква

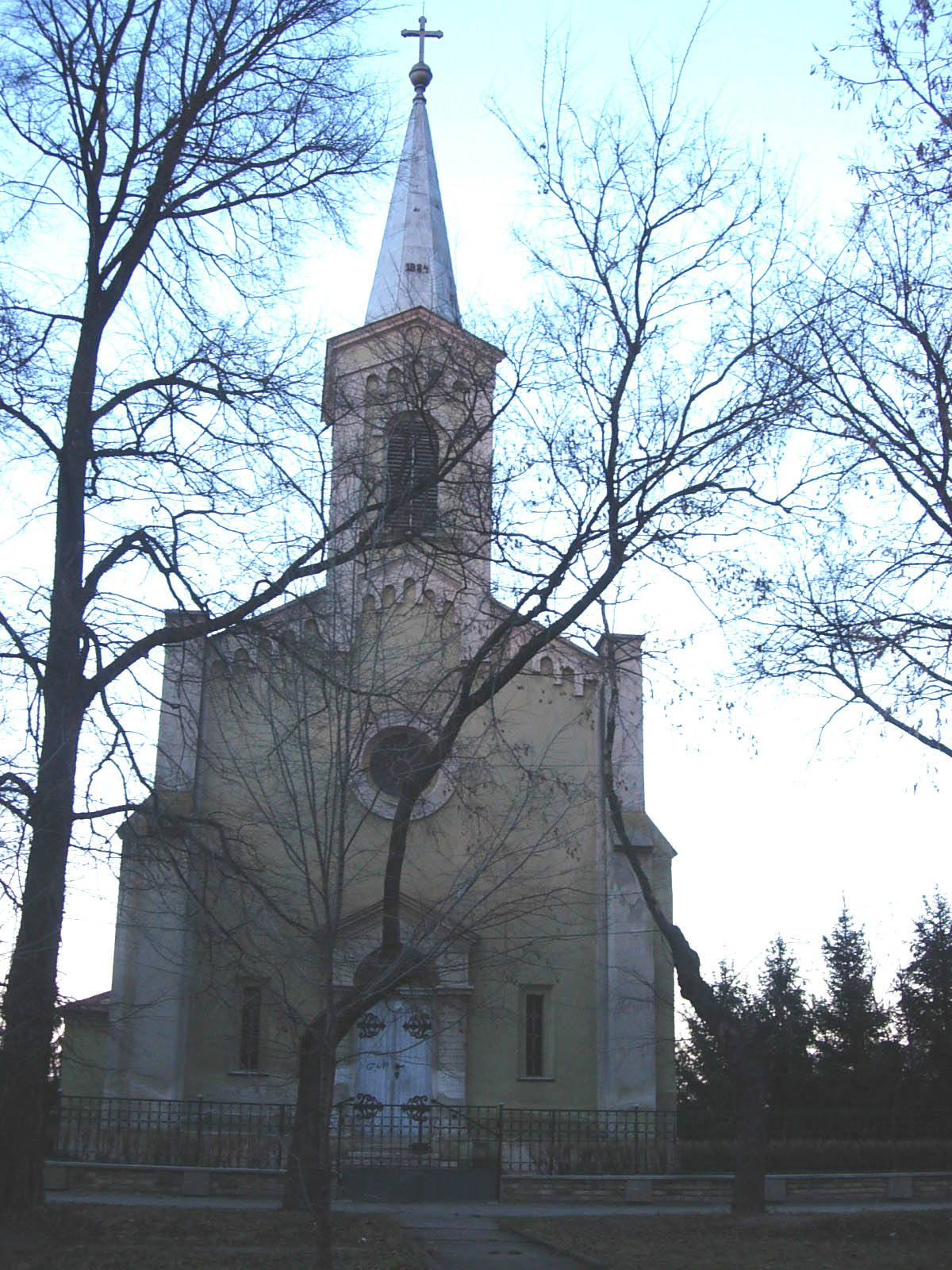
Католицька церква

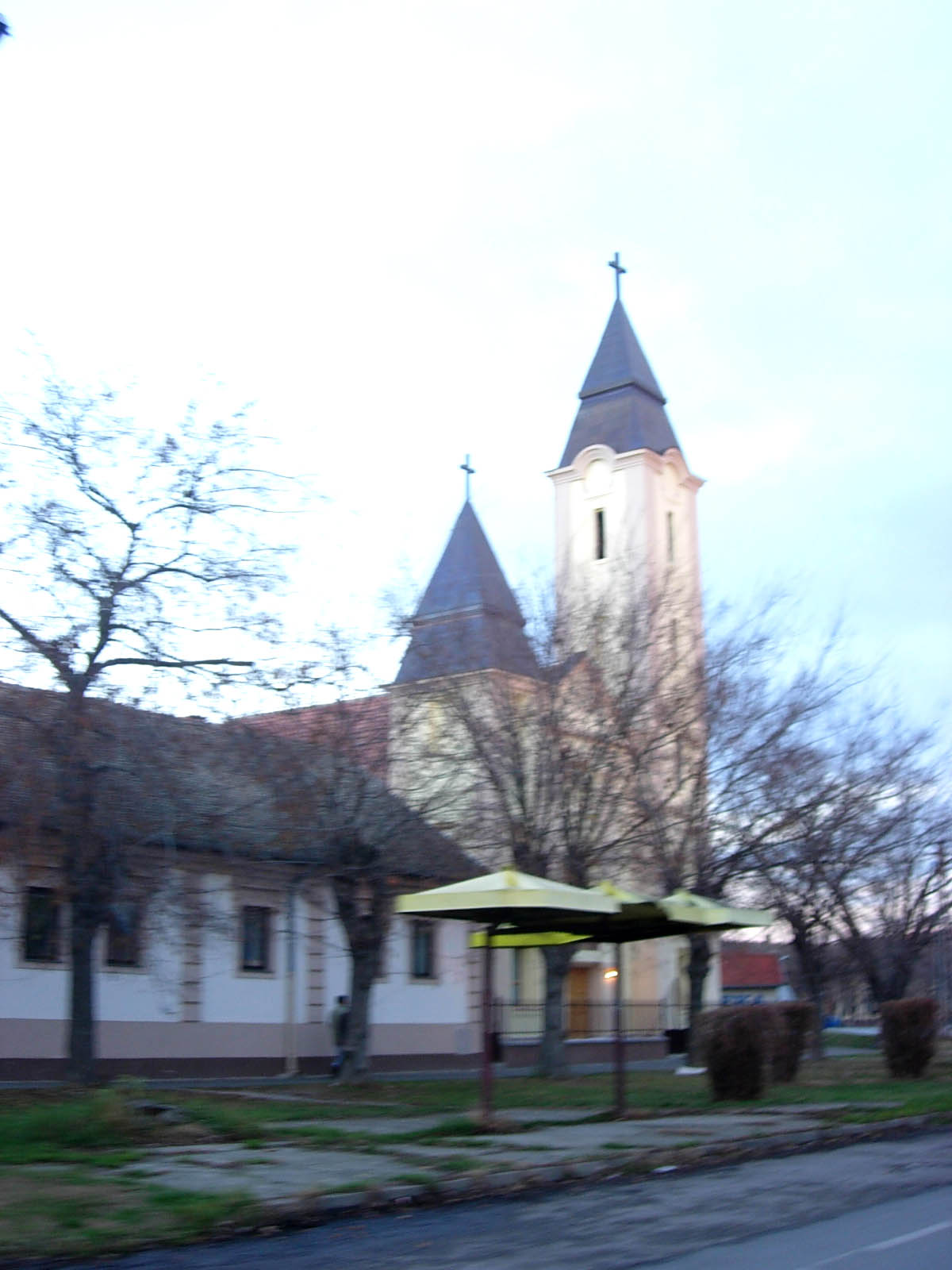
Церква методистів

Вербас (серб. Врбас, Vrbas) — місто та муніципалітет у Південно-Бачинському окрузі автономного краю Воєводини у Сербії. У 2002 році місто налічувало 45 852 населення.

## Історія
Вперше Вербас згадується у 1665 році. В той час він входив до складу Османської імперії та був населений етнічними сербами. З кінця сімнадцятого сторіччя Вербас належав Австро-Угорській монархії. Після 1784 в місті мешкало багато німців, угорців та українців. У 1918 Вербас стає частиною Королівства сербів, хорватів та словенців (згодом перейменованого у Югославію). За період Другої світової війни німці тікали з міста. В той самий час Вербас почав масово заселятися переселенцями з Чорногорії. По завершенню війни Вербас отримує назву Тітов Вербас. Історична назва місту була повернута на початку 90-х.

## Адміністративно-територіальний поділ
Муніципалітет Вербас включає місто Вербас та наступні села:
- Бачко Добре Поле
- Змаєво
- Косанчич
- Куцура
- Равно Село
- Савино Село

## Демографія
Відповідно до даних перепису населення 2002 року етнічний склад населення Вербаса був наступним:
- серби (47.77 %)
- чорногорці (24.79 %)
- панонські русини (8.21 %)
- угорці (6.29 %)
- українці (2.12 %)
- югослави (1.47 %)
- хорвати (1.43 %)

Поселення з переважною сербською більшістю: Бачко Добре Поле, Змаєво, Косанчич і Равно Село. Змішані поселення: Вербас (відносна сербська більшість), Куцура (відносна русинська/українська більшість), Савино Село (відносна чорногорська більшість).

### Етнічний склад населення міста Вербас
- серби (41.19 %)
- чорногорці (30.05 %)
- угорці (7.73 %)
- панонські русини (5.71 %)
- українці (2.88 %)
- югослави (2.04 %)
- хорвати (1.65 %)

### Мови у муніципалітеті Вербас
Відповідно до даних перепису населення 2002 року 85 % населення муніципалітету Вербас визнали рідною мовою сербську, 8 % — русинську, 4 % — угорську, 1 % — українську.

## Політика
Розподіл місць у муніципальній раді відповідно до результатів місцевих виборів 2004 року: 
- Сербська радикальна партія (14)
- Демократична партія (9)
- Соціалістична партія Сербії (4)
- Народна демократична партія (2)
- Демократична партія Сербії (2)
- Нова соціал-демократія Воєводини (2)
- Рух за сербську міць (2)
- Ж17 Плюс (1)

## Українська громада Вербасу
Багато українців почали селитися у Вербасі по завершенню Другої світової війни на місця німців, що залишили це місто. Спочатку це була організована новим урядом колонізація з убогих країв Боснії. Були заплановані цілі села щоби українців там влаштувати компактною масою. Зараз важко так стверджувати без ретельних досліджень по архівах. Скоріш за все, того не було зроблено тому, що перемогло гасло і політика комуністів, щоби мішаючи українців з іншими націями, закріпились «братерство і єдність» народів і національних меншин Югославії, а також і щоби творилася нова національність і новий народ майбутності — Югославії.

Від того часу українська громада значно асимілювалася. Хоча на місцевому радіо виходять передачі українською. З 1990-го року по Радіо Вербас розпочали перші півгодинні українські радіопередачі (зараз одна година) в тиждень.
Також у 2006 році українська мова отримала статус офіційної у Сербії та Чорногорії, що може дати певні гарантії її збереження. Це насамперед стосується ЗМІ та викладання української у школах.

## Визначні жителі
- Радован Божович, сербський політик, прем'єр-міністр Сербії з 1991 по 1993.
- Милорад Вучелич, сербський політик.
- Магдолна Ружа, угорська співачка, представляла Угорщину на пісенному конкурсі Євробачення 2007 у Гельсінкі (Фінляндія).
- Молтер Кароли, угорський письменник.
- Йоган Вайденхайм, німецький письменник.
- Йозеф Пеан, живописець.
- Тамаш Юліан Сильвестрович — науковець, поет, прозаїк.
- Петро Різнич-Дядя — створив русинський театр у м. Руський Крстур, який донині ставить п'єси.

### Уродженці
- Маріяна Матеус (* 1971) — сербська підприємиця.